# Saint-Maixent (Sarthe)
Pour les articles homonymes, voir Saint-Maixent et Saint-Maixent-l'École.
Saint-Maixent est une commune française, située dans le département de la Sarthe en région Pays de la Loire, peuplée de 741 habitants.
La commune fait partie de la province historique du Maine, et se situe dans le Haut-Maine.

## Géographie
| Villaines-la-Gonais         | Cherré        | Cormes |
| Sceaux-sur-Huisne, Le Luart | Saint-Maixent | Lamnay |
|                             | Bouër         | Lavaré |

### Climat
Pour des articles plus généraux, voir Climat des Pays de la Loire et Climat de la Sarthe.
En 2010, le climat de la commune est de type climat océanique dégradé des plaines du Centre et du Nord, selon une étude du CNRS s'appuyant sur une série de données couvrant la période 1971-2000. En 2020, Météo-France publie une typologie des climats de la France métropolitaine dans laquelle la commune est exposée à un climat océanique altéré et est dans la région climatique  Moyenne vallée de la Loire, caractérisée par une bonne insolation (1 850 h/an) et un été peu pluvieux. 
Pour la période 1971-2000, la température annuelle moyenne est de 10,8 °C, avec une amplitude thermique annuelle de 14,2 °C. Le cumul annuel moyen de précipitations est de 725 mm, avec 12 jours de précipitations en janvier et 7,4 jours en juillet. Pour la période 1991-2020, la température moyenne annuelle observée sur la station météorologique de Météo-France la plus proche, sur la commune du Luart à 5 km à vol d'oiseau, est de 12,0 °C et le cumul annuel moyen de précipitations est de 686,4 mm,. Pour l'avenir, les paramètres climatiques de la commune estimés pour 2050 selon différents scénarios d'émission de gaz à effet de serre sont consultables sur un site dédié publié par Météo-France en novembre 2022.

## Urbanisme

### Typologie
Au 1er janvier 2024, Saint-Maixent est catégorisée commune rurale à habitat dispersé, selon la nouvelle grille communale de densité à sept niveaux définie par l'Insee en 2022.
Elle est située hors unité urbaine. Par ailleurs la commune fait partie de l'aire d'attraction de La Ferté-Bernard, dont elle est une commune de la couronne,. Cette aire, qui regroupe 37 communes, est catégorisée dans les aires de moins de 50 000 habitants,.

### Occupation des sols
L'occupation des sols de la commune, telle qu'elle ressort de la base de données européenne d’occupation biophysique des sols Corine Land Cover (CLC), est marquée par l'importance des territoires agricoles (87 % en 2018), une proportion sensiblement équivalente à celle de 1990 (87,6 %). La répartition détaillée en 2018 est la suivante : 
prairies (41,5 %), terres arables (25,5 %), zones agricoles hétérogènes (19,9 %), forêts (11,2 %), zones urbanisées (1,8 %). L'évolution de l’occupation des sols de la commune et de ses infrastructures peut être observée sur les différentes représentations cartographiques du territoire : la carte de Cassini (XVIIIe siècle), la carte d'état-major (1820-1866) et les cartes ou photos aériennes de l'IGN pour la période actuelle (1950 à aujourd'hui).

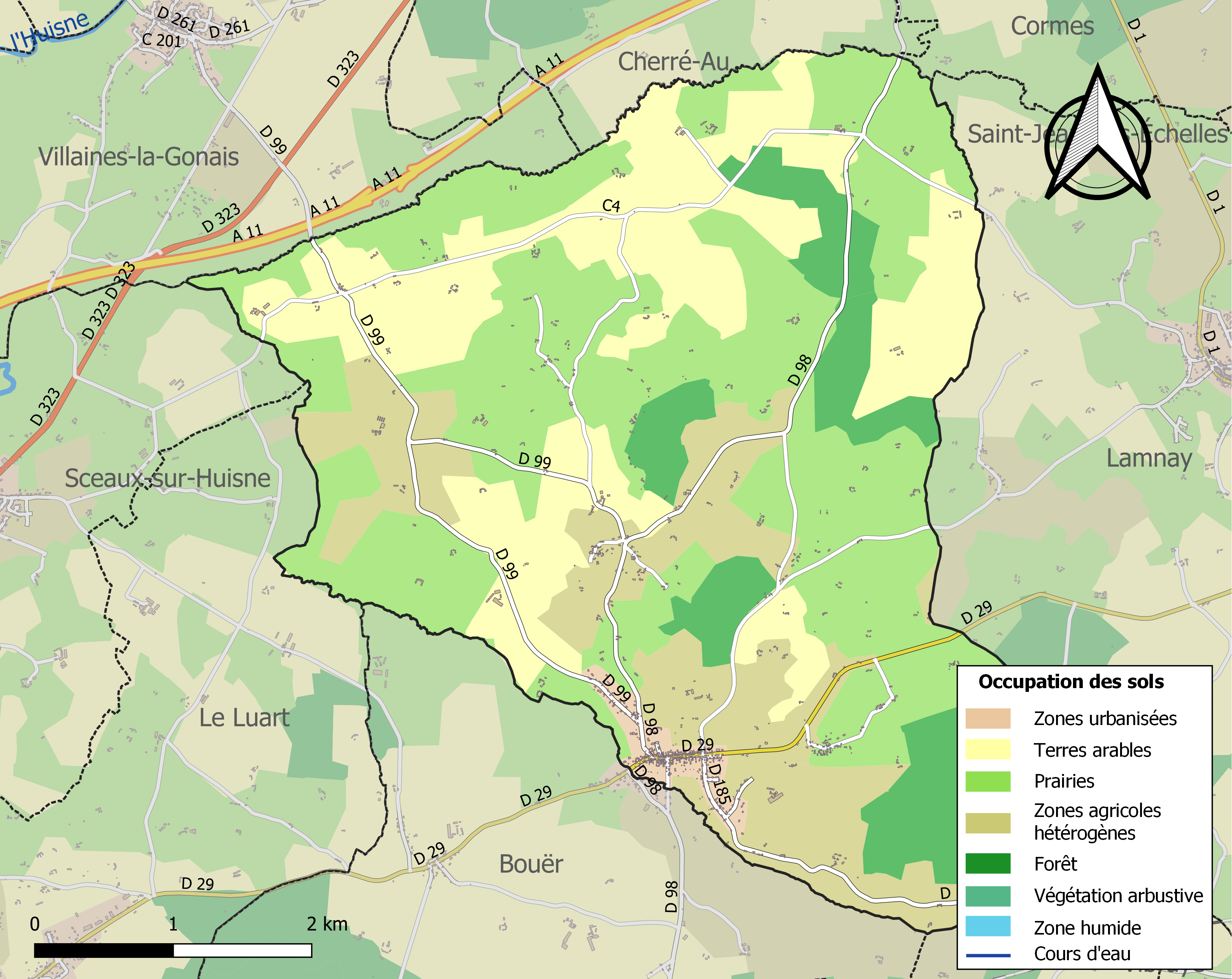
Carte des infrastructures et de l'occupation des sols de la commune en 2018 (CLC).

## Toponymie
Durant la Révolution, la commune porte le nom de Maixent-sur-Quenne.

## Histoire
En 1841, la commune absorbe celle voisine de Saint-Quentin, peuplée de 215 habitants au recensement de 1831.

## Politique et administration
| Période                                  | Période   | Identité      | Étiquette | Qualité             |
| ---------------------------------------- | --------- | ------------- | --------- | ------------------- |
| ?                                        | mars 2001 | Yvon Vannier  |           |                     |
| mars 2001                                | mars 2014 | Daniel Lauger | SE        | Directeur technique |
| mars 2014                                | En cours  | Éric Barbier  | SE        | Automaticien        |
| Les données manquantes sont à compléter. |           |               |           |                     |

## Démographie
Les habitants sont appelés les Saint-Maixentais.
L'évolution du nombre d'habitants est connue à travers les recensements de la population effectués dans la commune depuis 1793. Pour les communes de moins de 10 000 habitants, une enquête de recensement portant sur toute la population est réalisée tous les cinq ans, les populations de référence des années intermédiaires étant quant à elles estimées par interpolation ou extrapolation. Pour la commune, le premier recensement exhaustif entrant dans le cadre du nouveau dispositif a été réalisé en 2008.
En 2022, la commune comptait 741 habitants, en évolution de +1,51 % par rapport à 2016 (Sarthe : −0,25 %, France hors Mayotte : +2,11 %).
| 1793  | 1800  | 1806  | 1821  | 1831  | 1836  | 1841  | 1846  | 1851  |
| ----- | ----- | ----- | ----- | ----- | ----- | ----- | ----- | ----- |
| 1 037 | 1 153 | 1 137 | 1 030 | 1 051 | 1 264 | 1 441 | 1 443 | 1 478 |

| 1856  | 1861  | 1866  | 1872  | 1876  | 1881  | 1886  | 1891  | 1896  |
| ----- | ----- | ----- | ----- | ----- | ----- | ----- | ----- | ----- |
| 1 509 | 1 435 | 1 466 | 1 369 | 1 450 | 1 331 | 1 365 | 1 403 | 1 361 |

| 1901  | 1906  | 1911  | 1921  | 1926  | 1931  | 1936 | 1946 | 1954 |
| ----- | ----- | ----- | ----- | ----- | ----- | ---- | ---- | ---- |
| 1 316 | 1 304 | 1 281 | 1 125 | 1 049 | 1 078 | 979  | 981  | 904  |

| 1962 | 1968 | 1975 | 1982 | 1990 | 1999 | 2006 | 2008 | 2013 |
| ---- | ---- | ---- | ---- | ---- | ---- | ---- | ---- | ---- |
| 872  | 844  | 692  | 574  | 614  | 668  | 743  | 765  | 738  |

| 2018 | 2022 | - | - | - | - | - | - | - |
| ---- | ---- | - | - | - | - | - | - | - |
| 749  | 741  | - | - | - | - | - | - | - |

## Lieux et monuments

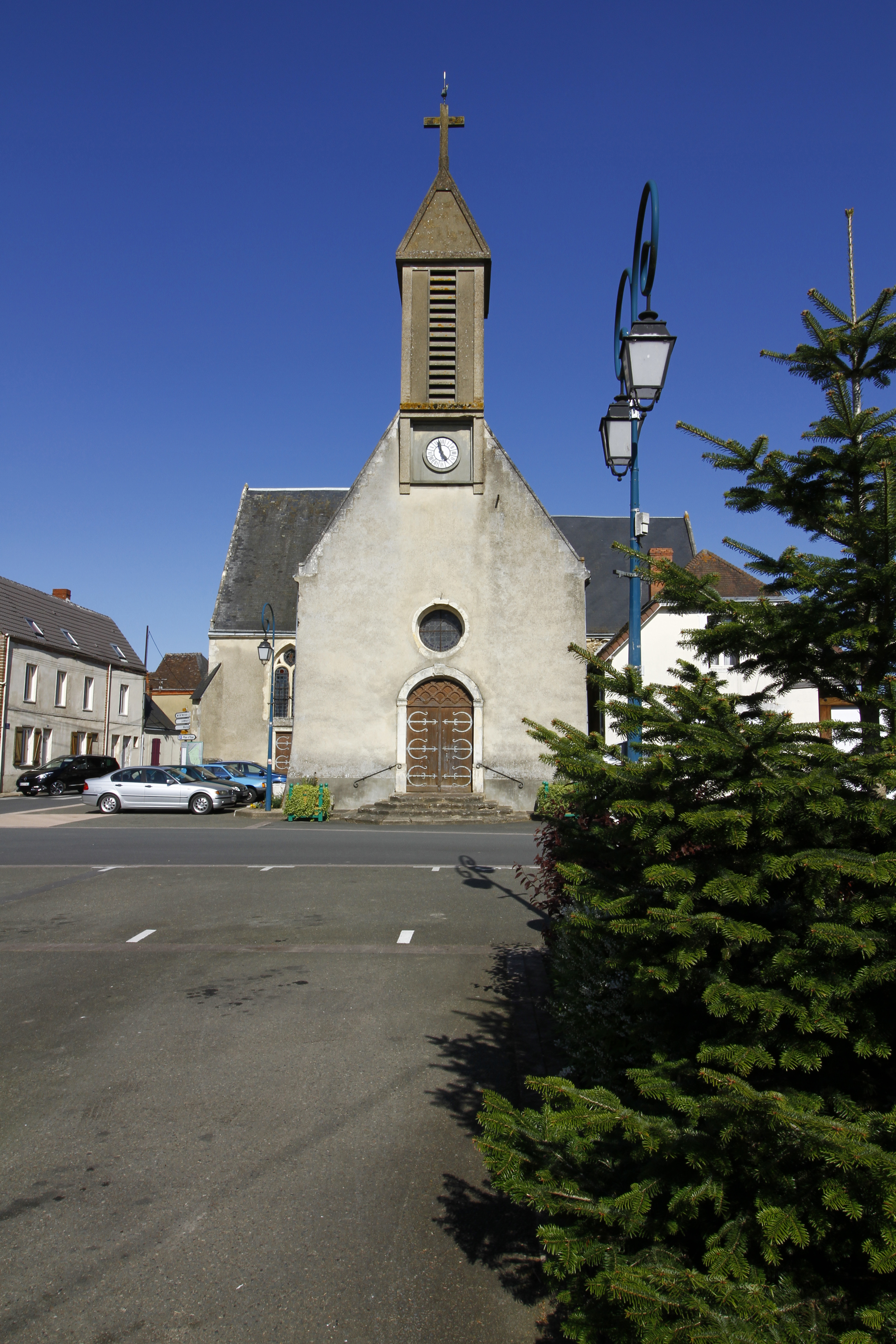
L'église Saint-Maixent.

- L'église Saint-Maixent dont la plupart des éléments (chapelles, dalles, chaire...) datent du XVIe siècle a perdu, dans les années 1950, son clocher qui a été reconstruit en béton.
- La source de Saint-Quentin se situe en bas du hameau du même nom.
- Le Logis ou château du Logis est une ferme au cœur du village créée au XIXe siècle par Auguste Taillefumyr (lavoir, chapelle, grange...).

## Personnalités liées à la commune
- Jacques-François de Villiers (1727 à Saint-Maixent - 1794), médecin.
- Tristan Klingsor, de son vrai nom Arthur Léon Leclère (8 août 1874 à La Chapelle-aux-Pots - 3 août 1966 au Mans), poète, musicien, peintre et critique d'art français, propriétaire et résident par intermittence dans la commune de 1935 jusqu'à sa mort.
- Jean Gouhier (né en 1928 à Saint-Maixent), géographe, inventeur de la rudologie.